# تاريخ إنجلترا (كتاب)
تاريخ إنجلترا هو كتاب الفه ديفيد هيوم في تاريخ إنجلترا، والذي كتبه على دفعات أثناء عمله أمين مكتبة في كلية المدافعين في أدنبره. تم نشره في ستة مجلدات في 1754 و1756 و1759 و1761. وكان في استقبال أول نشر له تاريخ مع الغضب من قبل جميع الفصائل السياسية، ولكن بعد أن أصبح بائع أفضل، وأخيرا منحه الاستقلال المالي كان قد سعى منذ فترة طويلة. لا تزال كل من المكتبة البريطانية ومكتبة جامعة كامبريدج، وكذلك مكتبة هيوم الخاصة، تسرده على أنه «ديفيد هيوم، المؤرخ». امتد تاريخ هيوم «من غزو يوليوس قيصر إلى ثورة 1688» وخاض أكثر من 100 طبعة. اعتبره الكثيرون التاريخ القياسي لإنجلترا في عصرها.

## الطبعات
الكتاب طبع في ستة مجلدات:
- المجلدات. 1-2: تاريخ إنجلترا منذ غزو يوليوس قيصر إلى انضمام هنري السابع (نُشر لأول مرة عام 1762) [3]
- المجلدات. 3-4. تاريخ إنجلترا تحت بيت تيودور (1759) [4]
- المجلد 5. تاريخ بريطانيا العظمى، يحتوي على عهد جيمس الأول وتشارلز الأول (1754) [5]
- المجلد 6. تاريخ بريطانيا العظمى، الذي يحتوي على الكومنولث، وعهود تشارلز الثاني وجيمس الثاني (1757) [6]